# Trofeul Carpați (handbal feminin) - Ediția a 15-a
Competiția din 1974 reprezintă a cincisprezecea ediție a Trofeului Carpați la handbal feminin pentru senioare, turneu amical organizat anual de Federația Română de Handbal începând din 1959. Ediția din 1974, la care au luat parte șase echipe, a fost găzduită de orașul Ploiești și s-a defășurat între 20-25 noiembrie 1974. Câștigătoarea turneului din 1974 a fost selecționata României.
Competiția s-a desfășurat în două serii, cu semifinale și finală.

## Echipe participante

### România
România a fost reprezentată de două selecționate naționale, România A și România B. Cele două echipe au fost pregătite de antrenorii Constantin Popescu Pilică și Dan Bălășescu.

#### România A
| Portari - Elisabeta Ionescu - Viorica Ionică - Lidia Stan Extreme - Christine Metzenrath-Petrovici - extremă stânga - Viorica Vieru - extremă dreapta - Tereza Székely Centri - Petruța Băicoianu-Cojocaru - Maria Popa-Manta | Pivoți - Doina Furcoi-Solomonov - Rozália Soós Interi - Simona Arghir - inter dreapta - Elena Frâncu - inter stânga - Constanța Ilie - Magdalena Miklós - inter stânga - Niculina Sasu-Iordache - inter dreapta |

#### România B
| Portari - Ana Man - Tünde Bíró Extreme - Iuliana Hobincu - extremă dreapta - Mariana Mihoc - extremă stânga Centri - Georgeta Vasile | Pivoți - Monica Mihăilă Interi - Victoria Amarandei - inter stânga - Viorica Cojocărița - inter stânga - Georgeta Lăcustă-Manolescu - inter stânga - Irene Oancea - inter stânga - Maria Serediuc - inter stânga |

### Republica Democrată Germană
Republica Democrată Germană a fost reprezentată de selecționata națională.

### Iugoslavia
Iugoslavia a fost reprezentată de selecționata națională.

### Polonia
Polonia a fost reprezentată de selecționata națională.

### Uniunea Sovietică
Uniunea Sovietică a fost reprezentată de selecționata națională.

## Partidele echipei România A
Partidele s-au desfășurat pe durata a patru zile, între 21-25 noiembrie 1974, în Sala Sporturilor din Ploiești, și au fost arbitrate de cuplurile Vava Pelenghian - Victor Cojocaru, Pandele Cârligeanu - Dumitru Purică și Mihai Grebenișean - Paul Radvani.
| 21 noiembrie 1974 | România A                                                                                 | 21 - 17 | Polonia | Sala Sporturilor, Ploiești |
| 21 noiembrie 1974 | Miklós 5, Soós 5, Arghir 2, Cojocaru 2, Furcoi 2, Petrovici 2, Bosi 1, Ilie 1, Iordache 1 | (12-7)  |         | Sala Sporturilor, Ploiești |
| 21 noiembrie 1974 |                                                                                           |         |         | Sala Sporturilor, Ploiești |

| 22 noiembrie 1974 | România A                              | 13 - 12 | RDG | Sala Sporturilor, Ploiești |
| 22 noiembrie 1974 | Soós 6, Arghir 3, Cojocaru 2, Miklós 2 | (6-7)   |     | Sala Sporturilor, Ploiești |
| 22 noiembrie 1974 |                                        |         |     | Sala Sporturilor, Ploiești |

| 23 noiembrie 1974 | România A                                                           | 21 - 18 | URSS | Sala Sporturilor, Ploiești |
| 23 noiembrie 1974 | Soós 8, Miklós 5, Arghir 2, Cojocaru 2, Popa 1, Petrovici 2, Popa 1 | (10-9)  |      | Sala Sporturilor, Ploiești |
| 23 noiembrie 1974 |                                                                     |         |      | Sala Sporturilor, Ploiești |

| 24 noiembrie 1974 | România A                                               | 13 - 13 | Iugoslavia | Sala Sporturilor, Ploiești |
| 24 noiembrie 1974 | Soós 4, Arghir 2, Miklós 2, Cojocaru 1, Ilie 1, Vieru 1 | (5-7)   |            | Sala Sporturilor, Ploiești |
| 24 noiembrie 1974 |                                                         |         |            | Sala Sporturilor, Ploiești |

| 25 noiembrie 1974 | România A | 20 - 16 | România B | Sala Sporturilor, Ploiești |
| 25 noiembrie 1974 | (9-8)     |         |           | Sala Sporturilor, Ploiești |
| 25 noiembrie 1974 |           |         |           | Sala Sporturilor, Ploiești |

## Clasament și statistici
Ediția a cincisprezecea a Trofeului Carpați la handbal feminin a fost câștigată de selecționata României.

### Clasamentul final
|   | România    |
|   | RDG        |
|   | Iugoslavia |
| 4 | URSS       |
| 5 | România B  |
| 6 | Polonia    |